# Widmowa gęstość mocy

Gęstość widmowa światła fluorescencyjnego w funkcji długości fali optycznej ma piki dla przejść atomowych (oznaczono je ponumerowanymi strzałkami).

Widmowa gęstość mocy, gęstość widmowa, gęstość widmowa mocy, gęstość widmowa energii – funkcja częstotliwości, określona na zbiorze dodatnich liczb rzeczywistych, związana ze stacjonarnym procesem stochastycznym lub deterministyczna funkcja czasu, której wymiary to moc na Hz, lub energia na Hz. Często nazywana po prostu widmem sygnału.

## Wstęp
Poglądowo rzecz ujmując gęstość widmowa przedstawia zawartość częstotliwości w procesie stochastycznym i pozwala na identyfikację występujących w nim okresowości.

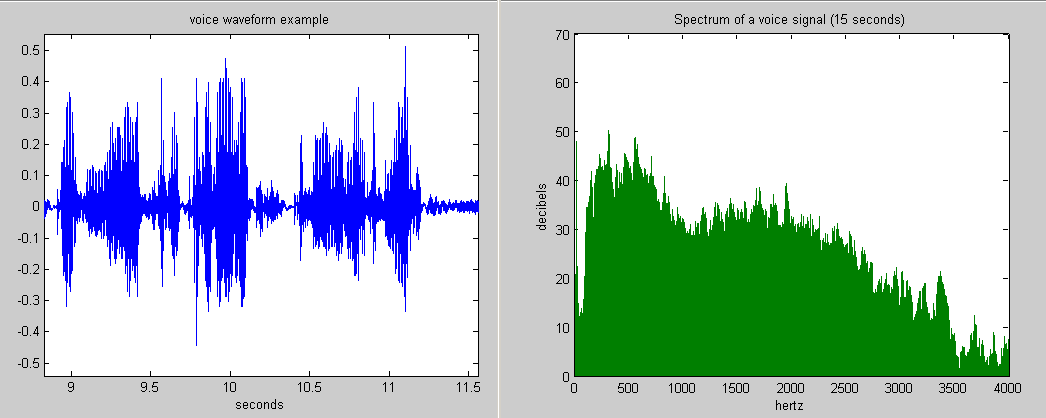
Przebieg fali głosowej w czasie (po lewej) ma szerokie spektrum mocy audio (po prawej).

Innymi słowy stacjonarny proces stochastyczny można charakteryzować przez gęstość widmową {\displaystyle S_{X}(\omega )} procesu stochastycznego {\displaystyle X(t),} która reprezentuje moc sygnału przy poszczególnych pulsacjach. Każdy proces losowy {\displaystyle X(t)} w dziedzinie czasu odpowiada jednoznacznie funkcji losowej zwanej widmem częstotliwości, którą należy rozumieć jako zbiór widm (rozkład harmoniczny lub rozkład normalny amplitud) realizacji procesu.

## Widmowa gęstość energii
Widmowa gęstość energii opisuje jaki jest rozkład częstotliwościowy energii (wariancji) sygnału lub szeregu czasowego. Jeśli {\displaystyle f(t)} jest sygnałem o skończonej energii, całkowalnym z kwadratem to widmowa gęstość {\displaystyle \Phi (\omega )} sygnału jest kwadratem m odułu ciągłej transformaty Fouriera tego sygnału:
{\displaystyle \Phi (\omega )=\left|{\frac {1}{\sqrt {2\pi }}}\int _{-\infty }^{\infty }f(t)e^{-i\omega t}\,dt\right|^{2}={\frac {F(\omega )F^{*}(\omega )}{2\pi }},}
gdzie:
{\displaystyle \omega } – pulsacja ({\displaystyle 2\pi } razy częstotliwość),
{\displaystyle F(\omega )} – ciągła transformata Fouriera funkcji {\displaystyle f(t),}
{\displaystyle F^{*}(\omega )} – sprzężenie zespolone transformaty Fouriera {\displaystyle F(\omega ).}
Jeśli sygnał ma charakter dyskretny z wartościami {\displaystyle f_{n}} nad nieskończoną liczbą elementów to widmowa gęstość energii dana jest wzorem:
{\displaystyle \Phi (\omega )=\left|{\frac {1}{\sqrt {2\pi }}}\sum _{n=-\infty }^{\infty }f_{n}e^{-i\omega n}\right|^{2}={\frac {F(\omega )F^{*}(\omega )}{2\pi }},}
gdzie {\displaystyle F(\omega )} jest dyskretną transformatą Fouriera {\displaystyle f_{n}.}

## Widmowa gęstość mocy
Alternatywę do powyższego stanowi widmowa gęstość mocy, która opisuje jaki jest rozkład częstotliwościowy mocy sygnału lub szeregu czasowego. Moc może tu być faktyczną mocą fizyczną, ale dużo częściej definiuje się ją abstrakcyjnie dla sygnałów jako kwadrat wartości sygnału. Taka moc (średnia lub wartość oczekiwana, która jest średnią mocy) dana jest dla sygnału {\displaystyle s(t)} jako:
{\displaystyle P(t)=s(t)^{2}.}
W takim przypadku nie istnieje transformata Fouriera, jako że sygnał z niezerową mocą średnią nie jest całkowalny z kwadratem. Jednakże twierdzenie Chinczyna-Wienera daje prostą alternatywę. Jeśli sygnał może być potraktowany jako losowy proces stacjonarny w szerszym sensie to gęstość widmowa mocy jest transformatą Fouriera funkcji autokorelacji {\displaystyle R(\tau )} tego sygnału. Co daje w rezultacie wzór:
{\displaystyle S(f)=\int _{-\infty }^{\infty }\,R(\tau )\,e^{-2\,\pi \,i\,f\,\tau }\,d\tau ={\mathcal {F}}(R(\tau )).}
Można wykazać, że gdy uśredniający czas przedziału {\displaystyle T\to \infty } to średnia zespołu statystycznego średniego periodogramu zmierza do widmowej gęstości mocy:
{\displaystyle E\left[{\frac {|{\mathcal {F}}(f_{T}(t))|^{2}}{T}}\right]\to S(f).}
Moc sygnału dla danego pasma częstotliwości można wyliczyć wykonując całkowanie widmowej gęstości mocy po dodatnich i ujemnych częstotliwościach:
{\displaystyle P=\int _{F_{1}}^{F_{2}}\,S(f)\,df+\int _{-F_{2}}^{-F_{1}}\,S(f)\,df.}

## Własności widmowej gęstości mocy
Pomiędzy dwustronną (to jest określoną zarówno dla dodatnich, jak i ujemnych wartości {\displaystyle \omega }) gęstością widmową {\displaystyle S_{X}(\omega )} a funkcją korelacji {\displaystyle K_{X}(\tau )} zachodzą następujące związki:
{\displaystyle S_{X}(\omega )=2\int _{0}^{\infty }K_{X}(\tau )\,\cos \omega \tau \,d\tau ,}
{\displaystyle K_{X}(\tau )={\frac {1}{\pi }}\int _{0}^{\infty }S_{X}(\omega )\,\cos \omega \tau \,d\omega .}
Gęstość widmową {\displaystyle S_{X}(\omega )} stacjonarnego procesu stochastycznego {\displaystyle X(t)} jest funkcją parzystą pulsacji:
{\displaystyle S_{X}(-\omega )=S_{X}(\omega ).}
Gęstość widmowa {\displaystyle S_{X}(\omega )} jest wielkością rzeczywistą. Znając gęstość widmową {\displaystyle S_{X}(\omega )} sygnału {\displaystyle x(t),} można obliczyć średnią kwadratową wartość tego sygnału korzystając ze wzoru:
{\displaystyle {\bar {x^{2}}}={\frac {1}{2\pi }}\int _{-\infty }^{\infty }S_{X}(\omega )\,d\omega .}
Analogicznie do gęstości widmowej {\displaystyle S_{X}(\omega )} jednego procesu stochastycznego {\displaystyle X(t)} można wyznaczyć gęstość widmową {\displaystyle S_{XY}(\omega )} dwóch procesów stochastycznych {\displaystyle X(t)} i {\displaystyle Y(t).} Wzajemna gęstość widmowa dwóch sygnałów niezależnych jest równa zero. Wzajemna gęstość widmowa {\displaystyle S_{XY}(\omega )} jest parzystą funkcją pulsacji, tzn.:
{\displaystyle S_{XY}(\omega )=S_{YX}(-\omega ).}

## Analiza widmowa stacjonarnych procesów stochastycznych
Jeśli gęstość widmowa sygnału wejściowego jest znana i wynosi {\displaystyle S_{U}(\omega ),} to gęstość widmowa sygnału wyjściowego {\displaystyle S_{Y}(\omega )} na wyjściu układu o transmitancji widmowej {\displaystyle G(j\omega )} określa zależność:
{\displaystyle S_{Y}(\omega )=|G(j\omega )|^{2}S_{U}(\omega ).}
Wzajemna gęstość widmowa {\displaystyle S_{UY}(j\omega )} jest równa iloczynowi transmitancji widmowej {\displaystyle G(j\omega )} układu i gęstości widmowej {\displaystyle S_{U}(\omega )} wymuszenia {\displaystyle U(t)}
{\displaystyle S_{UY}(j\omega )=G(j\omega )S_{U}(\omega ).}
Stacjonarny szum biały jest to proces stochastyczny, który ma stałą gęstość widmową (i zerową wartość oczekiwaną).